# Euthalia sandakana
Euthalia sandakana är en fjärilsart som beskrevs av Moore 1898. Euthalia sandakana ingår i släktet Euthalia och familjen praktfjärilar. Inga underarter finns listade i Catalogue of Life.